# Râul Iordan
Iordan (în ebraică נהר הירדן Nahar Ha Yarden  sau pe scurt ירדן Yarden, „râul care coboară”; în arabă Al-Urdun) este un râu în Orientul Apropiat. Râul Iordan are 320 km lungime totală, care ocupă cea mai joasă parte a unei fose tectonice. Izvorăște în munții Antiliban, este o prelungire septentrională a muntelui Hermon, de unde curge traversând Libanul spre sud, intră în Israel și se varsă pe coasta Lacul Kineret. Se varsă în acest lac traversând kibuțul Degania , pe coasta meridională a lacului, curgând spre sud și servind drept frontieră între Israel și Iordania,  apoi între Cisiordania și Iordania vărsându-se în Marea Moartă.
Râul Iordan este cel mai mare din Țara Sfântă și cel mai important al regiunii Canaan, scenariu pentru multe evenimente biblice. 
Prin formarea regatului Israel râul făcea graniță cu celelate popoare vecine. În forma alegorică expresia de „trecere a Iordanului” înseamnă a părăsi lumea pământească.
Râul are o importanță majoră în iudaism și creștinism. Potrivit Bibliei, israeliții au trecut-o în Țara Promisă și Isus din Nazaret a fost botezat de Ioan Botezătorul în apa lui.

## Descriere
Râul curge de la nord la sud, la 64 km de Hasbany  alimentând lacul Merom, apoi străbate un traseu de 24 km până la Marea Galileei, (de asemenea alimentată de acest râu), apoi se transformă într-un râu rapid, plin de cascade și pietre, vărsându-se în Marea Moartă.
Distanța dintre Hermon până la vărsarea în Marea Moartă este de 215 km,  dar calculând și multiplele oscilații din traseu, măsoară 320 km. Lățimea medie este de 27–45 m și adâncimea de 1,5-3,5 m.
Iordanul între izvor și vărsare are o diferență de altitudine de 800 m, însă trebuie menționat că la gura de vărsare în Marea Moartă are altitudinea de 400 m sub n.m..

### Afluenți
Pâraiele care se reunesc pentru a crea râul Iordan în bazinul său superior sunt, de la vest la est:
- Iyyon (în ebraică:עיון Iyyon), denumire arabă: Ajoun stream,[2]

dar دردره Dardara pentru cursul cel mai de sus și براغيث Bareighith sau Beregeith pentru restul cursului său, un pârâu care curge din zona Merj 'Ayun în sudul Libanului.
- Hasbani (în arabă: الحاصباني Hasbani, în ebraică: fie שניר Snir sau Hatzbani), un pârâu care curge de la poalele nord-vestice ale Muntelui Hermon din Liban,[3][2] cu un debit de 118 milioane m3 anual.[4]
- Dan (în arabă: اللدان Leddan sau Liddan, în  ebraică: דן Dan), cel mai mare dintre afluenții superiori din Iordania, cu c. 240-252 milioane de metri cubi pe an, aproximativ de două ori mai mult decât Hasbani sau Banias, [2][4] un pârâu a cărui sursă se află, de asemenea, la baza muntelui Hermon.[5][2]
- Banias (în arabă: بانياس Banias, ebraică: fie Banias sau חרמון Hermon),[5][2] un pârâu care izvorăște dintr-un izvor la Banias la poalele Muntelui Hermon, cu un debit de 106 milioane m3 anual,[4] și
  - Nahal Sion sau Nahal Assal (ebraică) / Wadi el-'Asl sau Assal (arabă) ca afluent major.[2][6]

La sud de Marea Galileii, râul Iordan primește apele altor afluenți, cele mai importante, ambele venind de la est (Iordan), sunt:
- Yarmouk, cel mai mare afluent al cursului inferior al râului Iordan, care formează granița dintre Siria și Iordania și apoi Iordania și Israel[7]
- Zarqa,[8] al doilea afluent ca mărime al râului Iordan inferior.

Afluenții mai mici sau „wadiu laterali”/„fluxurile laterale” din acest segment sunt, de la nord la sud
- - Wadi al-'Arab[8]
  - Wadi Ziqlab[8]
  -  Wadi al-Yabis sau Kufrinjah care trece pe lângă Ajloun
  - Wadi Rajib, ultimul înainte de Wadi Zarqa[8]
  - Wadi Nimrin[8]
- de la vest
  - Nahal Yavne'el[8]
  - Nahal Tavor (Tabor Stream)[8]
  - Nahal Yissakhar[8]

Nahal Harod
- - Nahal Bezeq, la granița dintre Israel și Cisiordania, între Muntele Gilboa și Munții Samaria[8]
  - Wadi Malih / Milkha din Munții Samaria[8]
  - Wadi al-Far'a provenind din zona Nablus [8]
  - Wadi Auja[8] (arabă) sau Nahal Yitav (ebraică)
  - Wadi Qelt coborând din munții iudei și trecând prin Ierihon[8]

## Importanță politică
Prin faptul că face graniță naturală, râul are o importanță deosebită în aplanarea conflictelor din Orientul Apropiat. În medie, Iordanul aduce anual o cantitate relativ mare de apă în regiune. În schimb, în relațiile dintre Siria și Israel, râul a contribuit la agravarea conflictului cu privire la înălțimea Golan.

## Utilizarea apei râului
Iordanul este principala sursă de apă dulce din regiune pentru Israel și Iordania. Anual, statul israelian consumă 1200 milioane m³ de apă, din care, numai din lacul  Genezareth  500 milioane m³. Apa este necesară agriculturii, pentru irigațiile din deșertul Negev, și alimentării cu apă potabilă a localitățior. Acest consum de apă duce la reducerea cantității anuale (200 milioane m³) adusă de râul Iordan la vărsarea în Marea Moartă, ceea ce atrage scăderea continuă a nivelului mării.